# Лоуренс Морґан
Лоуренс Морґан (англ. Lawrence Morgan, 5 лютого 1915 — 15 серпня 1997) — австралійський вершник.
Олімпійський чемпіон 1960 (індивідуальне триборство), 1960 (командне триборство) років.